# سرباز کوچک اسپانیایی
سرباز کوچک اسپانیایی (اسپانیایی: Soldadito español‎) فیلمی اسپانیایی و محصول سال ۱۹۸۸ است. کارگردان این فیلم آنتونیو گیمنز-ریکو است که آن را براساس فیلمنامه‌ای در همکاری با رافائل آزکونا ساخته‌است. پیام کلی فیلم انتقاد از خدمت سربازی اجباری است. 

## قالب
- Maribel Verdú as Marta[۲]
- José Luis López Vázquez as Manolo[۳]
- María Garralón [es] as Luisa[۳]
- Marisa Porcel as Concha[۳]
- Juan Luis Galiardo as Paco[۳]
- Luis Escobar as Víctor[۳]
- Amparo Baró as Lola[۳]
- میگل ریان as Ángel[۳]
- Francisco Bas as Luis[۳]
- María Luisa San José [es] as Elena[۳]
- Félix Rotaeta[۴]
- Ana Álvarez[۵]